# 瑞联银行
瑞联银行 (中文简称「瑞联」，英文名称Union Bancaire Privée，英文简称UBP SA) 于1969年由Edgar de Picciotto 创办，乃资本实力最雄厚的私人银行之一，是瑞士财富管理业的主要业者，管理资产总值1,604亿瑞士法郎。
瑞联为私人及机构客户提供一应俱全的财富管理服务，总部设于瑞士日内瓦，在全球聘用1,904名员工。

## 发展史
Edgar de Picciotto于1969年11月11月在日内瓦创办瑞联银行的前身Compagnie de Banque et d’Investissements (CBI)，此后银行业务一日千里，并通过多项收购计划拓展版图，其中最为人津津乐道的一项交易，是在1990年收购美国运通银行(TDB-American Express Bank)，使银行规模瞬间扩大四倍，而这项作价12亿瑞士法郎的交易，当年更是瑞士史无前例最大宗的银行收购计划，CBI其后也定名为Union Bancaire Privée，并于2002年再收购Discount Bank and Trust Company。
到2011年，瑞联收购荷兰银行在瑞士的业务， 并于同年进一步扩大在亚洲的据点，分别于香港及台湾与TransGlobe合组联营公司[8]。在2012年，瑞联收购设于巴黎的对冲基金中的基金(fund of hedge funds) Nexar Capital Group，该公司于伦敦、泽西岛及纽约设有办事处。
在2013年5月，瑞联宣布收购英国劳埃德银行集团(Lloyds Banking Group)的国际私人银行业务。
2015年3月26日，瑞联与苏格兰皇家银行集团(the Royal Bank of Scotland Group, RBS)签定协议，收购其国际私人银行业务Coutts & Co International， 包括瑞士、摩纳哥及中东的实体。
2016年5月，瑞联宣布与北欧金融服务集团SEB签定协议，分销SEB旗下的卢森堡基金系列予其机构客户及第三方供应商。
2017年1月，瑞联与全球私人市场投资管理公司Partners Group建立合作伙伴关系。
2018年5月，瑞联收购卢森堡银行Banque Carnegie Luxembourg。
2018年7月，瑞联收购ACPI 扩展在英国业务。
2019年1月，瑞联长期存款获信用评级机构穆迪的Aa2评级，展望为稳定, 而此評級在2020年再次獲得穆迪確認。

## 企业事务

### 私人银行
瑞联银行旗下超过300位私人财富管理经理分驻于全球多个国家，提供全面的委托管理及投资咨询服务。

### 财富策划
瑞联专家团队专长于制订具全球视野的财富策划方案，协助位于不同地域的客户定制最合适的财富管理策略。瑞联担当客户的智嚢，与国际网络的专家协作，提供不偏不倚的专业支援[16]。
瑞聯旗下的家族辦公室諮詢服務為世界各地的家族，就設立單一或聯合家族辦公室提供顧問諮詢及中介服務，協助這些家族建立屬於自己的單一家族辦公室，或精挑細選最合適的聯合家族辦公室。

### 资产管理
瑞联的全方位资产管理服务涵盖多样化投资产品，包括资产配置、股票、债券、分散投资策略及另类基金中的基金等，针对机构客户的不同需要。

### 另类投资
早于上世纪七十年代，瑞联已活跃于另类投资业，多年来已建立强大的对冲基金咨询服务团队，管理多档汇集投资基金(pooled funds)及个人委托组合，而在2012年收购Nexar业务再进一步巩固其另类投资实力。
到2013年4月，瑞联与Guggenheim Fund Solutions (GFS)建立合作伙伴关系，该公司专长于以全面对冲基金策略提供代管账户服务，两家公司已联手建立全新的对冲基金平台。

### 销售及交易
瑞联的服务包括：投资咨询、结构性产品、股票买卖及经纪、股票套利、外汇及贵金属买卖、远期合约及衍生工具、财资管理和债券买卖。瑞联聘有超过40名专业交易员配合私人财富经理的工作。

### 投资理念
瑞联银行每年发表投资展望报告，回顾过去一年的宏观经济状况，并前瞻新一年的投资主题。

### 财务状况
截至2020年12月底，瑞联银行的资产负债表总值为378亿瑞士法郎。由于奉行保守的风险管理方针，瑞联的财务根基稳固，资产负债表强健且流动性充裕，一级资本比率为27.7%(截至2020年12月底)，遠高於《巴塞爾III》(Basel III) 及瑞士金融市場監督管理局(FINMA)的最低要求，使瑞联持续成为业内资本实力最雄厚的银行之一。

## 外部連結
- Union Bancaire Privée （页面存档备份，存于）（英文）